# Eudes I de Borgonya
Eudes I de Borgonya Eudes Borrell (1058 - Tars, actual Turquia 1103), duc de Borgonya (1079-1103).

## Orígens familiars
Nasqué el 1058 sent el segon fill de l'infant de Borgonya Enric de Borgonya i la seva esposa Sibil·la de Barcelona. Era net per línia paterna del duc Robert I de Borgonya i Hèlia de Semur, i per línia materna del comte de Barcelona Berenguer Ramon I i Ermessenda de Carcassona. Fou germà del també duc de Borgonya Hug I de Borgonya, al qual succeí.

## Núpcies i descendents
Es casà el 1080 amb Sibil·la de Borgonya, filla del comte Guillem I de Borgonya. D'aquesta unió nasqueren:
- la infanta Elena de Borgonya (1080-1142), casada el 1095 amb el comte Bertran de Tolosa, i el 1115 amb Guillem III d'Alençon
- la infanta Flor de Borgonya (1083-1097), casada amb el príncep Sven de Dinamarca
- l'infant Hug II de Borgonya (1084-1143), duc de Borgonya
- l'infant Enric de Borgonya (1087-1131), religiós

## Ducat de Borgonya
El 1079 rebé el ducat de Borgonya de mans del seu germà gran, Hug I, que renuncià al comtat per retirar-se a la vida contemplativa.
Lluità al costat del rei Felip I de França contra les revoltes nobiliars internes, i posteriorment participà en diverses incursions a la península Ibèrica contra els musulmans.
No va participar en la Primera Croada però posteriorment viatjà fins a Terra Santa, morint a la ciutat de Tars el 23 de març de 1103.